# Beverly Cotton Manufactory
Beverly Cotton Manufactory var den første bomuldsmølle, der blev bygget i Amerika, og endvidere den største bomuldsmølle, der blev bygget i løbet af sin tidsalder. Den blev bygget med et håb om økonomisk succes, men nåede en nedtur på grund af tekniske begrænsninger i den dengang tidlige fremstillingsproces og begrænsningerne af de anvendte maskiner. Det er, eftersom det på det tidspunkt var arnestedet og testområdet for bomuldsmølleindustrien, blevet kaldt for fødestedet for den amerikanske industrielle revolution.

## Historie
Grundlæggerne af det oprindelige mølle-forretningskoncept var Thomas Somers og James Leonard, der havde rekrutteret andre til at bygge og skabe møllen og maskinerne. I 1787 blev Beverly Cotton Manufactory etableret af The Proprietors of the Beverly Cotton Manufactory, et firma i Massachusetts bestående af følgende: kaptajn John Cabot, George Cabot, Andrew Cabot, Deborah Higginson Cabot, Henry Higginson, Dr. Joshua Fisher, Moses Brown, Israel Thorndike og Isaac Chapman. Lovgivning havde i 1789 vist, at Cabot og Higginson-inkorporeringerne havde en majoritet svarende til 22/40 af selskabets ejerskab. 9/40 var ejet af Fisher, 4/40 af Brown, 4/40 af Thorndike og 1/40 af Chapman. Kaptain Cabot og Fisher var de største aktionærer hver for sig, 19/40 tilsammen og ledede manufakturen. Massachusetts lovgivende forsamling formulerede en beslutning om udlån til møllen, der skulle bygges. Set en gruppe var indehaverne opfinderne af de første metoder i Amerika til kommercielt bomuldsspinding. Den 17. februar 1789 besluttede Massachusetts lovgivere at tilbagebetale The Proprietors of the Beverly Cotton Manufactory for £500 af deres tab og indsats for at have startet møllen, der var en værdifuld ressource for samfundet.